# Filipe Guilherme, Príncipe de Orange
Filipe Guilherme de Orange-Nassau (Buren, 19 de dezembro de 1554 – Bruxelas, 20 de fevereiro de 1618) foi um nobre neerlandês que ostentou o título de Príncipe de Orange e Senhor de Breda de 10 de julho de 1584 até sua morte. Filho de Guilherme I e de Ana de Egmont, Filipe Guilherme morreu sem descendência e foi sucedido por seu irmão mais novo, Maurício.

## Biografia
Filipe Guilherme, Filips Willem em holandês, nasceu em 19 de dezembro de 1554 em Buren, Guelders, dezessete províncias. Ele foi o primeiro filho de Guilherme, o Silencioso e Anna de Egmont.
Quando seu pai Guilherme, o Silencioso ignorado intimação de Alva para voltar a Bruxelas, mantendo-se na Alemanha; Filipe Guilherme um rapaz de 13 anos, estava estudando na Universidade de Leuven em Brabant. Ele foi preso em fevereiro de 1568 e levado para a Espanha em parte como refém, mas especialmente para ser criado como um bom súdito católico e leal. Ele nunca mais veria seu pai (sua mãe já havia morrido dez anos antes).
Na Espanha continuou seus estudos na universidade de Alcalá de Henares. Ele permaneceu na Espanha até 1596, quando retornou ao sul da Holanda. Seus interesses na República Holandesa foram vigorosamente defendidos por sua irmã, Maria de Nassau, contra seu meio-irmão Maurício de Nassau, que contestou o direito de seu irmão ao baronato e à cidade de Breda.
Em 1606, Filipe Guilherme foi reconhecido na República como Senhor de Breda e Steenbergen, e seu direito de nomear magistrados foi reconhecido, desde que o fizesse mantendo a "União e a religião da República". Ele fez sua entrada cerimonial em sua cidade de Breda em julho de 1610 e, a partir de então, até sua morte, nomeou regularmente os magistrados em seu senhorio. Embora tenha restaurado os serviços católicos no castelo de Breda, ele não tentou desafiar a ascensão da Igreja Protestante-Calvinista Reformada na cidade. Ele teve uma diferença com os Estados Gerais em 1613, quando anularam sua nomeação de um drost católico. Ele teve que cooperar com o governador militar em Breda, seu meio-irmão ilegítimo Justinus van Nassau, ferrenho leal aos Estados Gerais.
Em 1606 em Fontainebleau, Filipe Guilherme casou-se com Eleonora de Bourbon-Condé, filha de Henrique I, Príncipe de Condé, e prima do rei Henrique IV da França, mas morreu em 1618 sem filhos. Portanto, Maurício de Nassau poderia finalmente herdar o título de Príncipe de Orange.
Filipe Guilherme morreu em 20 de fevereiro de 1618 como consequência de um enema mal administrado que feriu gravemente seus intestinos. Como Senhor de Diest e um católico devoto no momento de sua morte, Filipe Guilherme de Orange ordenou que a igreja paroquial de São Sulpício, na mesma cidade, celebrasse uma Missa de Réquiem anual por sua alma. Diest é também o local de seu enterro no Rito Católico Romano. Diest é conhecido como a "Cidade de Orange", e Filipe Guilherme como "o príncipe católico de Orange", já que seu pai em 1573 - liderando a revolta holandesa - se tornou um protestante calvinista em vez de um católico como era antes.